# Cordia rickseckeri
Cordia rickseckeri là loài thực vật có hoa trong họ Mồ hôi. Loài này được Millsp. mô tả khoa học đầu tiên năm 1902.